# Філіпп Фаржон
Філіпп Фаржон (фр. Philippe Fargeon, нар. 24 червня 1964, Амбії) — французький футболіст, що грав на позиції нападника.
Виступав, зокрема, за клуби «Осер» та «Бордо», а також національну збірну Франції.
Чемпіон Франції. Володар Кубка Франції.

## Клубна кар'єра
Народився 24 червня 1964 року в місті Амбії. Вихованець футбольної школи клубу «Етуаль Каруж».
У дорослому футболі дебютував 1984 року виступами за команду «Осер», у якій провів один сезон, взявши участь у 16 матчах чемпіонату. 
Протягом 1985—1986 років захищав кольори клубу «Беллінцона».
Своєю грою за останню команду привернув увагу представників тренерського штабу клубу «Бордо», до складу якого приєднався 1986 року. Відіграв за команду з Бордо наступні два сезони своєї ігрової кар'єри. Більшість часу, проведеного у складі «Бордо», був основним гравцем атакувальної ланки команди. У складі «Бордо» був одним з головних бомбардирів команди, маючи середню результативність на рівні 0,52 гола за гру першості. За цей час виборов титул чемпіона Франції, ставав володарем Кубка Франції.
Протягом 1988 року захищав кольори клубу «Тулон».
У 1988 році уклав контракт з клубом «Серветт», у складі якого провів наступні два роки своєї кар'єри гравця. В новому клубі був серед найкращих голеодорів, відзначаючись забитим голом в середньому щонайменше у кожній третій грі чемпіонату.
З 1990 року знову, цього разу два сезони захищав кольори клубу «Бордо». Граючи у складі «Бордо» також здебільшого виходив на поле в основному складі команди.
Завершив ігрову кар'єру у команді «К'яссо», за яку виступав протягом 1992—1994 років.

## Виступи за збірні
1987 року  захищав кольори олімпійської збірної Франції. У складі цієї команди провів 2 матчі.
1987 року дебютував в офіційних матчах у складі національної збірної Франції.
Загалом протягом кар'єри в національній команді, яка тривала 2 роки, провів у її формі 7 матчів, забивши 2 голи.
| Дата       | Місто   | Господарі         | Результат | Гості     | Турнір            | Голи | Примітки |
| ---------- | ------- | ----------------- | --------- | --------- | ----------------- | ---- | -------- |
| 16-6-1987  | Осло    | Норвегія          | 2 – 0     | Франція   | Відбір до ЧЄ 1988 | -    |          |
| 9-9-1987   | Москва  | СРСР              | 1 – 1     | Франція   | Відбір до ЧЄ 1988 | -    |          |
| 14-10-1987 | Париж   | Франція           | 1 – 1     | Норвегія  | Відбір до ЧЄ 1988 | 1    |          |
| 18-11-1987 | Париж   | Франція           | 0 – 1     | НДР       | Відбір до ЧЄ 1988 | -    |          |
| 2-2-1988   | Тулуза  | Франція           | 2 – 1     | Швейцарія | товариський матч  | 1    |          |
| 5-2-1988   | Монако  | Франція           | 2 – 1     | Марокко   | товариський матч  | -    |          |
| 27-4-1988  | Белфаст | Північна Ірландія | 0 – 1     | Франція   | товариський матч  | -    |          |
| Усього     |         | Матчів            | 7         |           | Голів             | 2    |          |

## Титули і досягнення
- Чемпіон Франції (1):

«Бордо»: 1986-1987
- Володар Кубка Франції (1):

«Бордо»: 1986-1987